# بلکبرن (اکلاهما)
بلکبرن(به انگلیسی: Blackburn) شهری در ایالت اکلاهما کشور ایالات متحده آمریکا است که جمعیت آن در سرشماری سال ۲۰۱۰ میلادی، ۱۰۸ نفر بوده‌است.